# Pristimantis ecuadorensis
Pristimantis ecuadorensis é uma espécie de anfíbio da família Craugastoridae. É encontrada no Chocó equatoriano e nas encostas dos Andes, nas províncias de Cotopaxi e Pichincha, no Equador, numa altitude entre 1 450 e 1 480 metros. Os machos medem entre 25,4 e 27,4 milímetros e as fêmeas entre 37,1 e 40,5 milímetros. O dorso é amarelo esverdeado, com listras pretas, que podem formar um padrão reticulado. Os membros são verde amarelados, com barras pretas. O ventre é amarelo. A cor da íris varia entre o azul claro ao cinza amarelado ou esverdeado. É encontrada em florestas primárias e está extremamente associada a plantas como bromélias, helicônias, Ceroxylon sp. e Wettinia sp.. Também pode estar associada a plantas usadas em cultivo, como a cana-de-açúcar e a bananeira. Segundo exames fecais, a espécie deve se alimentar de besouros, grilos e aranhas. Costuma coaxar em cima ou no interior de axilas de bromélias, ou de folhagens de musgos. As fêmeas atingem a maturidade sexual aos 14 meses e os machos aos 10. Foi nomeada Pristimantis ecuadorensis devido a ser endêmica do Equador, fazendo lembrar a grande biodiversidade do país.